# محوطه آق بلاغ۱
محوطه آق بلاغ۱ در شهرستان بوئین‌زهرا، بخش آبگرم، روستای شاخدار واقع شده و این اثر در تاریخ ۲۸ فروردین ۱۳۸۰ با شمارهٔ ثبت ۳۷۴۴ به‌عنوان یکی از آثار ملی ایران به ثبت رسیده است.